# Puente del Miramar (Blimea)
El puente del Miramar es un antiguo puente ferroviario que cruza el río Nalón en la parroquia de Blimea, en el concejo asturiano de San Martín del Rey Aurelio (España). Consta de un único tramo de hierro roblonado.

## Historia
Al igual que otros puentes de principios de siglo en la zona, se trata de un puente metálico de celosía, construido por encargo de la Sociedad de Ferrocarriles de San Martín, para el tráfico de trenes.
Su misión original era estar ubicado cercano al Puente de La Oscura en El Entrego, para dar salda a los carbones de la alta cuenca del Nalón a través del valle de la Carrocera en dirección a Gijón. 
El proyecto no llegó a concluirse, y en la década de 1930 el puente fue reubicado en su posición actual, abierto al tráfico de peatones y vehículos, en el camino que une las poblaciones de Sienra y Villar con Blimea.